# Saab 105
Saab 105 – szwedzki samolot szkolno-bojowy i rozpoznawczy zbudowany przez wytwórnię SAAB dla Szwedzkich Sił Powietrznych Flygvapnet we wczesnych latach 60. XX wieku. Saab 105 jest górnopłatem napędzanym dwoma silnikami odrzutowymi, zbudowanym na bazie cywilnego samolotu dyspozycyjnego. W szwedzkiej nomenklaturze wojskowej nosi oznaczenie SK 60. Charakterystycznymi cechami samolotu jest umieszczenie foteli pilotów obok siebie, oraz usterzenie ogonowe w kształcie litery T.

## Historia rozwoju
W latach 50. XX wieku inżynierowie szwedzkiej firmy SAAB rozpoczęli projektowanie małego i szybkiego samolotu odrzutowego przeznaczonego do celów biznesowych. Planowano zbudowanie samolotu w układzie kaczki (Canarda), ze skrzydłami typu delta i z 5-osobową kabiną.
Firma SAAB liczyła również na zamówienia wojskowe na samolot szkolny, ponieważ od wprowadzenia latających z prędkościami rzędu 2 Macha samolotów Saab J 35 Draken, Szwecja nie posiadała dobrych samolotów szkolnych, a ówcześnie używany De Havilland Vampire nie był odpowiednim samolotem do szkolenia pilotów do latania z dużymi prędkościami. Inżynierowie SAAB doszli do wniosku, że samolot wojskowy daje większe możliwości rozwoju firmy niż cywilna wersja dyspozycyjna i w kwietniu 1960 roku wznowiono projekt samolotu Saab 105 jako wojskowej maszyny wielozadaniowej w konwencjonalnym układzie skrzydeł. 
W tym samym czasie Szwedzkie Siły Powietrzne ogłosiły przetarg na lekki samolot szkolno-bojowy i pod te wymagania postanowiono dostosować nowoprojektowaną maszynę firmy SAAB. Chociaż Flygvapnet rozważały wprowadzenie do uzbrojenia samolotu konstrukcji zagranicznej, takich jak brytyjski BAC Jet Provost, francuski Fouga Magister, czy włoski Macchi MB.326, ostatecznie zdecydowano o zakupie samolotu krajowego, chociaż w przeciwieństwie do konkurentów Saab 105 był jeszcze w fazie projektów. W dniu 16 grudnia 1961 roku, rząd Szwecji podpisał z wytwórnią SAAB kontrakt na dostawę prototypu i list intencyjny na zakup dalszych co najmniej stu egzemplarzy samolotu.
Oblot pierwszego z zamówionych w 1962 przez Szwecję samolotów Saab 105 odbył się 29 czerwca 1963 roku, a drugiego 17 czerwca 1964. Pierwszy z nich rozbił się podczas testów, a drugi przekazano do muzeum w 1992 roku.
Samolot był górnopłatem zbudowanym całkowicie z metalu, z siedzeniami pilotów obok siebie. W kadłubie zabudowano 2 silniki turbowentylatorowe, dwa zbiorniki paliwa, a kolejne dwa w skrzydłach. Przewidywano zastosowanie francuskich silników Turboméca Marbore 6, ale ze względu na ich relatywnie małą moc i duże zużycie paliwa ostatecznie samolot napędzany był dwoma innymi francuskimi silnikami turbowentylatorowymi Turboméca Aubisque, produkowanymi na licencji przez Volvo Flygmotor pod oznaczeniem RM-9 później zmodyfikowanymi do wersji RM-9B o ciągu 7,31 kN.

Rozważano również użycie amerykańskich silników US General Electric J85, który z kolei okazał się zbyt drogi.
Wyposażenie awioniczne było dość ubogie, a wystrzeliwane fotele pilotów nie spełniały wymagań klasy zero-zero. Pod każdym skrzydłem przewidziano po 3 węzły podwieszeń dla uzbrojenia. Ze względu na zastosowanie dość niskiego podwozie ułatwiającego obsługę samolotu, nie przewidywano podwieszania żadnych zasobników pod kadłubem.

## Wersje
Całą partię zamówionych 150 maszyn oznaczonych jako SK 60 dostarczono Szwedzkim Siłom Powietrznym w latach 1966–1969.  Podstawowa wersja szkolna dostarczona w liczbie 149 egzemplarzy została później przemianowana na SK 60A. Ostatni SK 60A 149. samolot został wyposażony w zintegrowany system kierowania ogniem Ferranti F-105 z wielofunkcyjnym celownikiem umieszczonym na wprost lewego fotela pilota. Tak wyposażony samolot mógł przenosić pociski rakietowe do ataków na cele naziemne Rb 05 naprowadzane drogą radiową podobne do amerykańskich AGM-12 Bullpup, chociaż nigdy nie wykorzystano tej możliwości. Wersję tę nazwano SK 60B.
W 1970 roku poddano modyfikacji do wersji SK 60B dalszych 45 samolotów, w ramach której dodano możliwość przenoszenia na zewnętrznych węzły uzbrojenia podwieszanego w postaci dwóch działek ADEN kalibru 30 mm z zapasem amunicji 150 sztuk na każde z nich lub zasobników z karabinami maszynowymi kalibru 12,7 mm do celów treningu strzeleckiego, niekierowanych pocisków rakietowych kalibru 135 mm, po dwa na każdy węzeł podwieszeń lub kalibru 145 mm po jednym na każdy węzeł. Możliwe było także przenoszenie 250-kilogramowych bomb. Używanie dodatkowych zbiorników paliwa nie było przewidziane.
W połowie lat 60. XX wieku Flygvapnet zdecydowały o zmodyfikowaniu Sk 60 do roli uzbrojonego samolotu rozpoznawczego. Tak powstał SK 60C, oblatany 18 stycznia 1967 roku. Samolot w tej wersji charakteryzował się dłuższym dziobem zawierającym pojedynczą kamerę panoramiczną. Istniała również możliwość przenoszenia dwóch zasobników podskrzydłowych do fotografii nocnej. Prototypowy SK 60C był ostatnim 150. wyprodukowanym dla Flygvapnet samolotem tego typu. Kolejnych 28 egzemplarzy samolotu przebudowano do wersji SK 60C z poprzednich samolotów SK 60A/B. 
Kolejnym wariantem samolotu Saab 105 był czteromiejscowy samolot transportowo-dyspozycyjny w którym w miejsce dwóch foteli wystrzeliwanych umieszczono 4 komfortowe fotele podobne do używanych w samolotach pasażerskich bez możliwości użycia spadochronów lub 4 standardowe fotele lotnicze z miejscem na spadochron. W połowie lat 70. XX wieku przerobiono 10 egzemplarzy SK 60A na czteromiejscowe samoloty dyspozycyjne oznaczone jako SK 60D.
Wersja SK 60E była praktycznie identyczna z D, ale wyposażona w cywilną wersję awioniki. Powstała w celu szkolenia pilotów rezerwy do latania samolotami cywilnymi.
W latach 1988–1991, wszystkie 142 egzemplarze SK 60 pozostające w służbie we Flygvapnet zostały zmodyfikowane poprzez wzmocnienie struktury płatowca, nowe skrzydła i wyposażenie foteli wystrzeliwanych w nowe ulepszone spadochrony.

Od 1995 roku  rozpoczęto kolejną modyfikację 115 maszyn wersji A, B i C polegającą na wymianie silników na cichsze, ekonomiczniejsze i mocniejsze Williams International FJ44 (oznaczone jako RM-15) o ciągu 8,45 kN.
Oznaczenia zmodyfikowanych samolotów pozostały te same, chociaż nieoficjalnie używało się nazwy Sk 60W. Ze względu na uniknięcie kosztów administracyjnych związanych z przemianowaniem maszyn, nie wprowadzono jej jednak oficjalnie. W tym samym czasie wymieniono wyposażenie elektroniczne samolotów dodając między innymi wskaźniki LCD. Tak zmodyfikowane maszyny są używane do celów szkolnych i treningowych i planuje się użytkowanie ich do roku 2015.
Na samolotach Saab 105 latał zespół akrobacyjny Szwedzkich Sił Powietrznych Team 60.

## Wersje eksportowe
Firma SAAB rozważała możliwość sprzedaży samolotów Saab 105 jako cywilnych samolotów dyspozycyjnych. Wersja ta oznaczona jako Saab 105C miała posiadać ciśnieniową kabinę dla czterech lub pięciu osób i rozpiętość skrzydeł powiększoną do 11 metrów w celu pomieszczenia większych zbiorników paliwa. Rozważano również bardziej wyrafinowaną wersję business Saab 105D, ale żadna z nich nie doczekała się realizacji ze względu na brak odbiorców.
Drugi prototyp przebudowano do wersji Saab 105XT (od Export Tropic) rozważając jego sprzedaż do krajów trzeciego świata jako samolotu treningowego, szkolnego, rozpoznawczego, lekkiego samolotu bojowego, oraz do holowania celów powietrznych.
W 1970 roku rozpoczęto dostawy eksportowej wersji samolotu oznaczonej Saab 105XT dla Austrii wyposażonej w mocniejsze silniki General Electric J85-GE-17B o ciągu 12,6 kN każdy. Dodatkowo zwiększona wytrzymałość skrzydeł w połączeniu z mocą nowych silników umożliwiała przenoszenia do 2000 kg uzbrojenia podwieszanego, a także pozwalała na operowanie z wysoko położonych baz alpejskich. Dodano również możliwość przenoszenia pocisków rakietowych AIM-9J Sidewinder budowanych na licencji w Szwecji jako Rb 24. Samoloty oznaczone w nomenklaturze austriackiej Saab 105Ö (od Österreich – austriacki) wciąż pozostają na wyposażeniu sił powietrznych Austrii. Dostarczono w sumie 40 egzemplarzy będących w służbie w latach 1970–2020.
Głównym zadaniem austriackich samolotów Saab 105 jest trening i szkolenie pilotów. Używane są także w wersji 4-miejscowej do transportu VIP-ów, oraz sporadycznie jako samoloty myśliwsko-bombowe i rozpoznawcze. Wersje bojowe mogą być uzbrojone w zasobniki z działkami automatycznymi i niekierowanymi pociskami rakietowymi różnych kalibrów.
Również w 1970 roku zaproponowano sprzedaż ulepszonej wersji samolotu Saab 105XT oznaczonej Saab 105XH Szwajcarii (XH od Export Helvetia). Wersja 105TH miała mieć zabudowane w gondoli podkadłubowej działko ADEN kalibru 30 mm, dodatkowe zbiorniki paliwa na końcach skrzydeł o pojemności 200 litrów każdy, ulepszoną awionikę z radarem Dopplera i systemem precyzyjnego bombardowania SAAB BT9R, oraz spadochronem hamującym. Ostatecznie jednak do transakcji nie doszło, gdyż Szwajcaria wprowadziła do uzbrojenia używane samoloty Hawker Hunter i nowe amerykańskie myśliwce Northrop F-5E Tiger II.